# سیارک ۱۴۰۶
سیارک ۱۴۰۶ (به انگلیسی: 1406 Komppa، نامگذاری:1936RF) هزار و چهارصد و ششمین سیارک کشف شده‌است که در ۱۳ سپتامبر ۱۹۳۶ کشف شد.
قدر مطلق سیارک برابر ۱۰٫۶۰ است.